# Heikki Marila

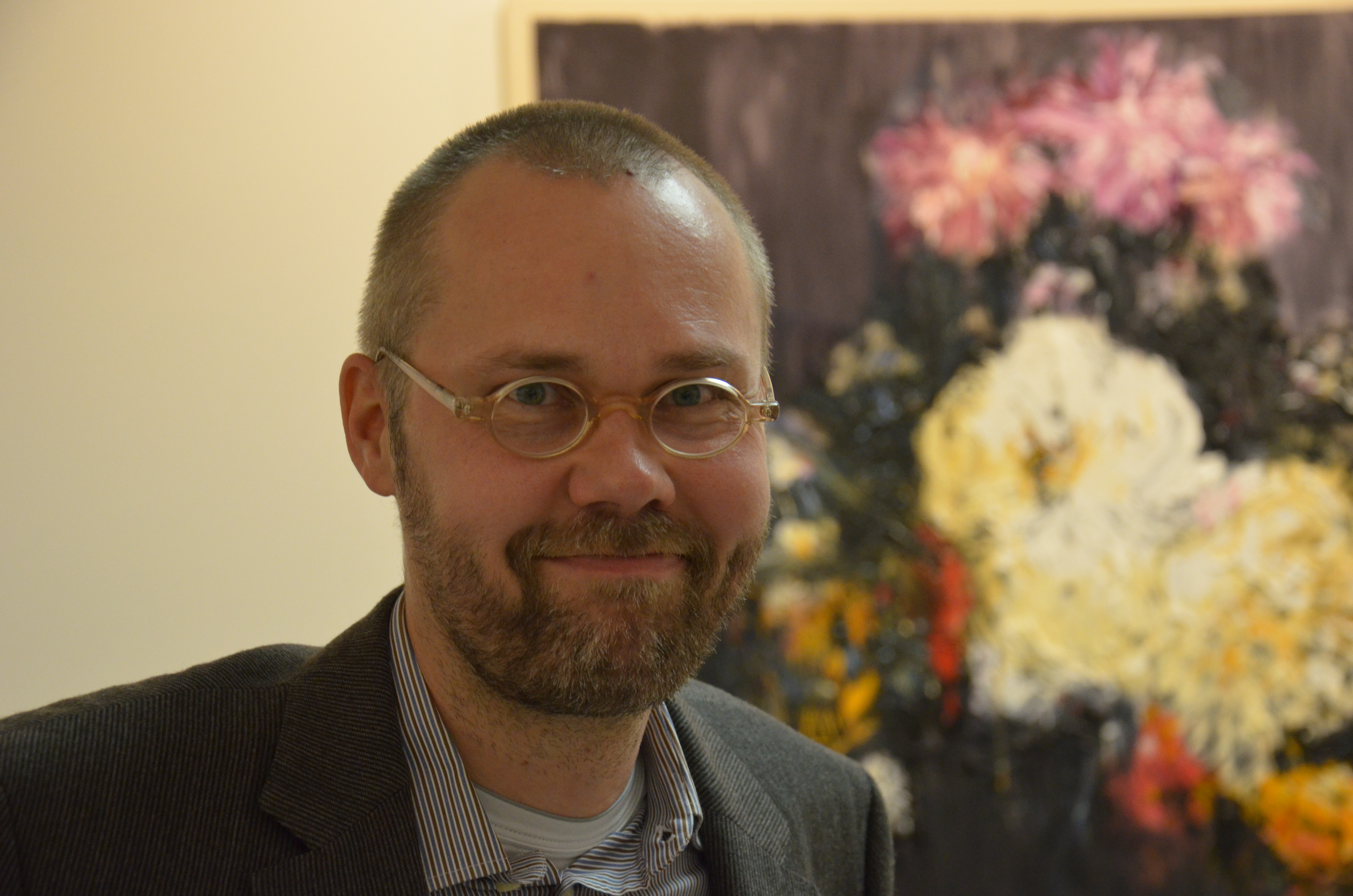
Heikki Marila

Heikki Marila, född 16 maj 1966 i Lahtis, är en finländsk målare.
Heikki Marila utbildade sig på Åbo ritskola 1988-92. Han hade sin första separatutställning 1992 på Promenadgalleria i Hyvinge. Han år bosatt i Åbo. Han är framför allt känd för målningar i expressionistisk stil, ofta med konsthistoriska referenser. 
Heikki Marila fick 2011 Carnegie Art Awards förstapris för en svit stillebenmålningar av blommor och frukter, versioner av holländska stilleben med symboler vilande på vanitas-begreppet.
| ”               | Jag målar inga egentliga blomsterarrangemang, utan skapar variationer på redan existerande målningar av blommor. Kanske främjar jag mig från temat, så att det inte längre är fråga om blomstermålningar ur det dagliga livet. Blomstertemat är intressant för att det är ett organiskt tema som tillåter experiment och olika målerigester … Blomsterarrangemanget är en abstraktion redan i sig. | „ |
| – Heikki Marila | |   |

## Offentliga verk i urval
- Vinterkrigets vingar, relief på Pyhäniemi herrgård i Hollola, 1992